# Kvartersnamn i Stockholm

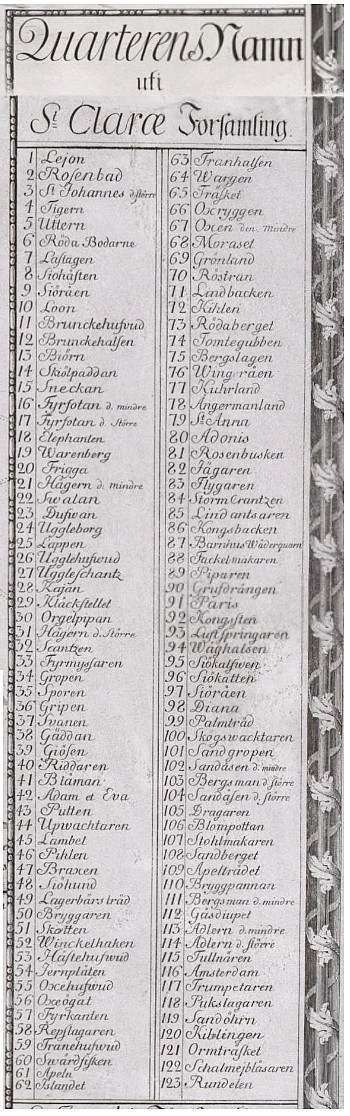
Petrus Tillaeus förteckning från 1733 över kvartersnamnen inom "S:t Claræ Församling".

Kvartersnamn i Stockholm går tillbaka till kvartersindelningen i samband med de första stadsplaneringarna i staden på 1650-talet. Under den tiden lades ett rätvinkligt rutnät av gator och kvarter över staden. Initiativtagare var Clas Larsson Fleming. Fastigheterna bestående av bebyggda eller obebyggda tomter omgavs oftast av rätvinkligt anordnade gator och kvarteren i mitten gavs olika namn.
Dessa namn, kvartersbeteckningar, har sedan dess och fram till vår tid använts som sökbegrepp i fastighetsregister och som fastighetsidentifikationen i samband med till exempel beräkning av fastighetsskatt, och i samband med bygglovsärenden. I Storstockholm fanns 1979 över 6 500 kvartersnamn och inom tullarna runt 1 200.

## Historia

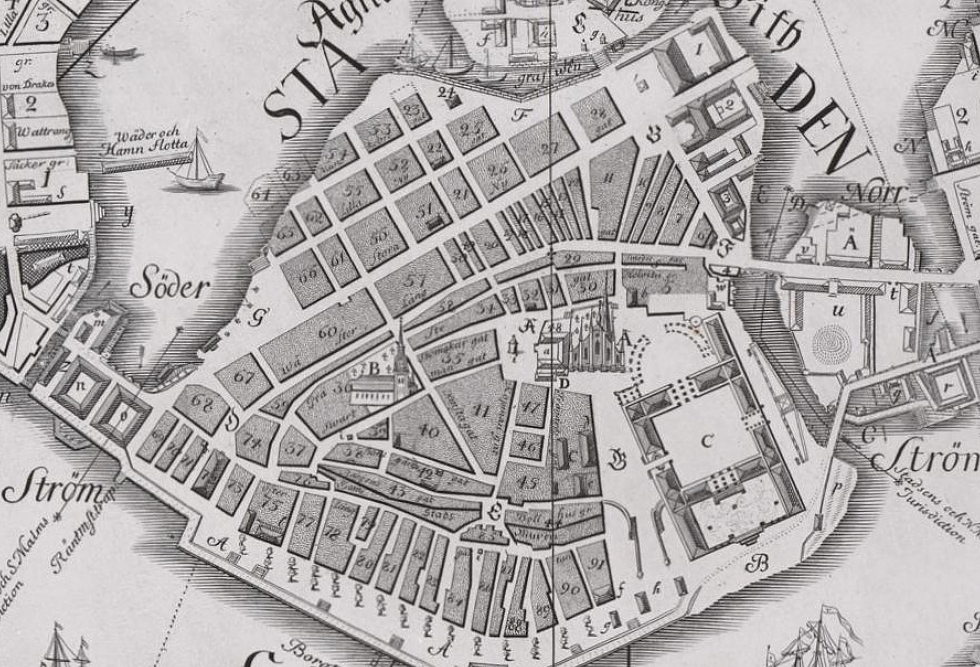
Tillaeus karta över "Staden" med kvarterens numrering 1733 (norr är till höger).

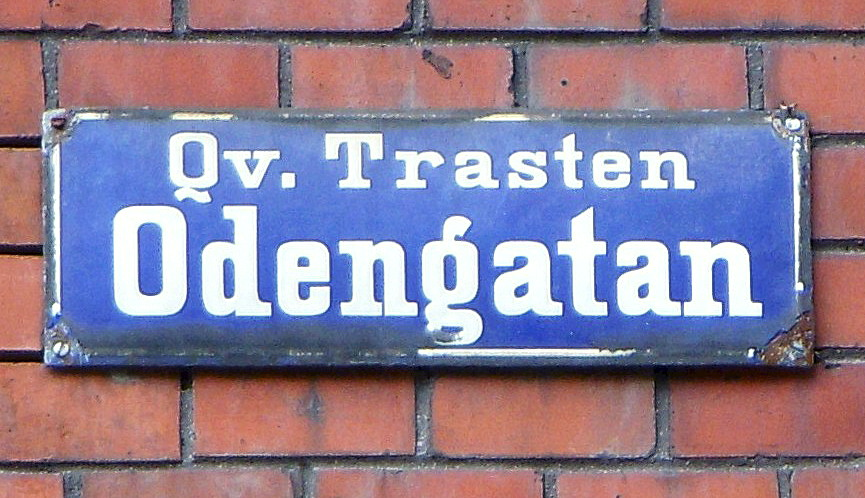
Äldre, emaljerad gatuskylt i kv. Trasten.

De äldsta kvartersnamnen härstammar från Stockholms första gaturegleringar som utfördes under Clas Larsson Fleming med början på Norrmalm år 1637 och som fortsatte med Södermalm och Kungsholmen 1641 respektive 1644. Stockholms dåvarande centrum, Gamla stan, berördes inte av de första regleringarna och där har kvarteren till största del fått sina namn i slutet av 1600-talet och början av 1700-talet. Dessa äldsta kvartersnamnen hade i många fall samband med geografiska förhållanden (Klippan, Skravelberget), men även med inom områden bosatta yrkesutövare (Bonden, Repslagaren, Timmermannen) eller med den ursprungliga tomtägaren (Krabaten, Bunge, Pahl).
Även historiska händelser kunde påverka namnvalet (Kungsbacka, Pelarbacken) eller den tidigare verksamheten som bedrevs på tomten (Kungliga myntet, Glasbruket, Rosenbad eller Eldkvarn). Stockholms stadshus byggdes på tomten där den ångdrivna Eldkvarnen låg.
Ibland talar kvartersnamnet exakt om vad det är frågan om: Stockholms konserthus ligger i Konserthuset, Stockholms stadsarkiv ligger i kvarteret Stadsarkivet, Fersenska palatset i kvarteret Fersenska terrassen, Strömsborg i kvarteret Strömsborg och Rosenbad ligger i kvarteret Rosenbad. Här fick den senare verksamheten sitt namn av kvarteret, medan kvarteret fick namnet av de så kallade rosenbaden eller brudbaden som låg här. Kvarteret Spårvagnen berättar om Stockholms spårvägars spårvagnshallar som fanns här. Stockholms slotts kvartersnamn är Tre Kronor nummer 1.
Vid tiden kring 1600-talets slut bestämdes även ett enhetligt system med namn, så kallade kategorinamn. För Gamla stan innebar detta att ett 90-tal namn (på latin) från den grekiska och romerska mytologin användes som kvartersnamn (Ajax, Bacchus, Castor, Pollux, Phaeton och liknande). Det finns även kvarterspar som brukar ligga intill varandra, exempelvis Pollux och Castor, Daedalus och Icarus samt Pyramus och Thisbe. Kvartersnamnen i Gamla stan är ”konstruerade” kvartersbeteckningar och berättar inget om stadsdelens historia, till skillnad från kvartersnamnen på Malmarna som berättar mer om Stockholms historia och utveckling.
De äldsta kvartersnamn från 1600-talet återfinns på Norrmalm och Södermalm. Av Södermalms cirka 300 kvartersnamn tillhör drygt 50 den äldsta sorten. Gamla Stans kvartersnamn bestämdes troligen av stadsingenjören Johan Cortman i början av 1700-talet men fastställdes officiellt av stadsingenjören Petrus Tillaeus med början 1717. De första kvartersnamnen i Gamla Stan var Cerberus och Castor; båda finns dokumenterade från 1702.
År 1733 utkom den första tryckta kartan över Stockholm, den mycket exakta Petrus Tillaeus-kartan, General Charta öfwer Stockholm med Malmarne 1733, som angav både gatunamn och kvartersnamn samt stadens apotek och skolor.  År 1728 kom den första adresskalendern och 1740 den första alfabetiska förteckningen över Stockholms gatunamn. 1763 förordnade en kungörelse att gatu- och grändnamn skulle anges på tavlor uppsatta på husen och först sjuttio år senare, den 7 mars 1832, kungjorde överståthållarämbetet att husen skulle numreras efter gatan och ej som tidigare inom kvarteret.

## Kvartersnamnen idag

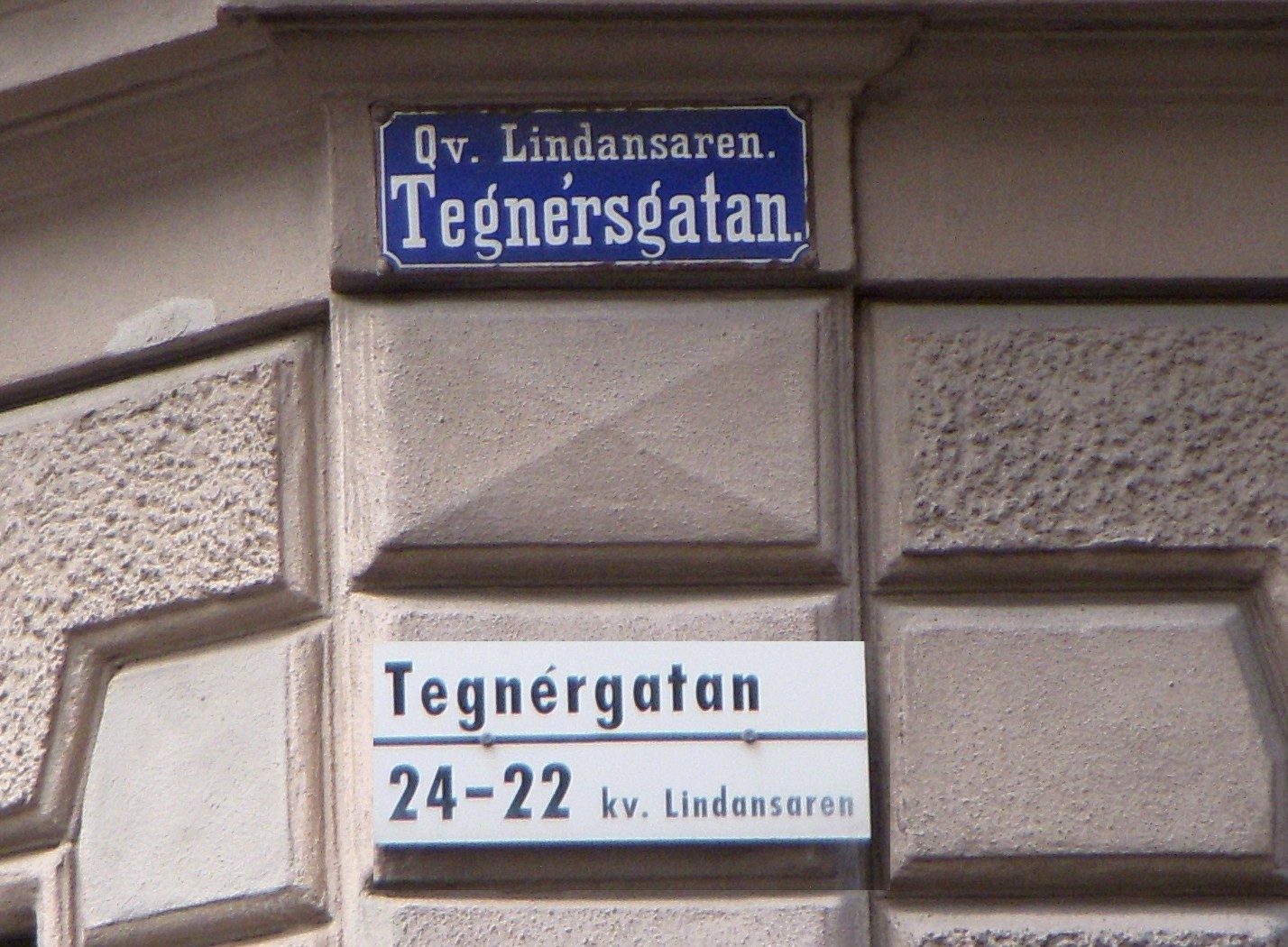
Äldre och nyare gatuskylt i kv. Lindanseren.

Även idag ger man kvartersnamn, efter vissa kategorier. Dessa kategoribegrepp är ibland lika för gator och kvarter i samma område, som på Skarpnäcksfältet, där både gatunamn och kvartersnamn har anknytning till den tidigare segelflygverksamheten; (Ballonggatan och Ballongen, Uppvindsgatan och Uppvinden). Likaså i Tallkrogen där både gatu- och kvartersnamn berättar om olympiaden; (Maratonvägen ligger intill kvarteret Sprintern). I Södra Ängby däremot är de olika. Gatunamnen är tagna efter konstnärer, (Aroseniusvägen, Zornvägen, Carl Larssons väg), medan kvartersnamnen anknyter till teaterns värld, som Dirigenten, Vridscenen, Orkesterdiket, Järnridån). Inom Årsta partihallar finns kvartersnamn som Frukthallen, Fiskhallen, Partihallen och Importhallen.
Ibland delas ett befintligt kvarter genom en ny gata. Då behålls gärna det inarbetade kvartersnamnet med ett tillägg, exempelvis Elefanten Mindre eller Grönlandet Norra och Grönlandet Södra.
Kvartersbegreppen tillmättes förr en större betydelse än själva gatunamnet. Det berodde på att gatunamnen oftast ändrades medan kvartersnamnen var någorlunda stabila. På äldre gatuskyltar syns därför kvartersnamnet över gatunamnet. Ibland kan man hitta denna ordning på mera påkostade fastigheter, när kvarters- och gatunamnet mejslades in i husets knutsten, som i hörnet  Östgötagatan/Högbergsgatan. Här finns till och med den gamla stavningen kvar:  Qv. Kejsaren. Skyltarna utfördes förr i blå emaljerad stålplåt med vit text och med en vit ram. Kvartersbeteckningen stavades med "Qv". Av sådana skyltar finns inte många kvar i Stockholm.
Idag är gatuskyltar i Stockholm enhetliga: vita med svart text, gatunamnet står överst och under en horisontell linje står husnummer med stor text och kvartersnamnet med lite mindre text. Husnumren står alltid närmast gathörnet. Stavningen sker efter samma principer som för gatunamn, alltså med stora begynnelsebokstäver om namnet består av flera ord, med undantag för förkortningen av ordet "kvarter", det stavas med liten begynnelsebokstav och skrivs kv., till exempel kv. Tjärhovet Större. Skyltningen är inte lika i hela Sverige; i många kommuner anges inte kvartersnamnet alls på gatuskylten.

## Några exempel

### Gamla stan

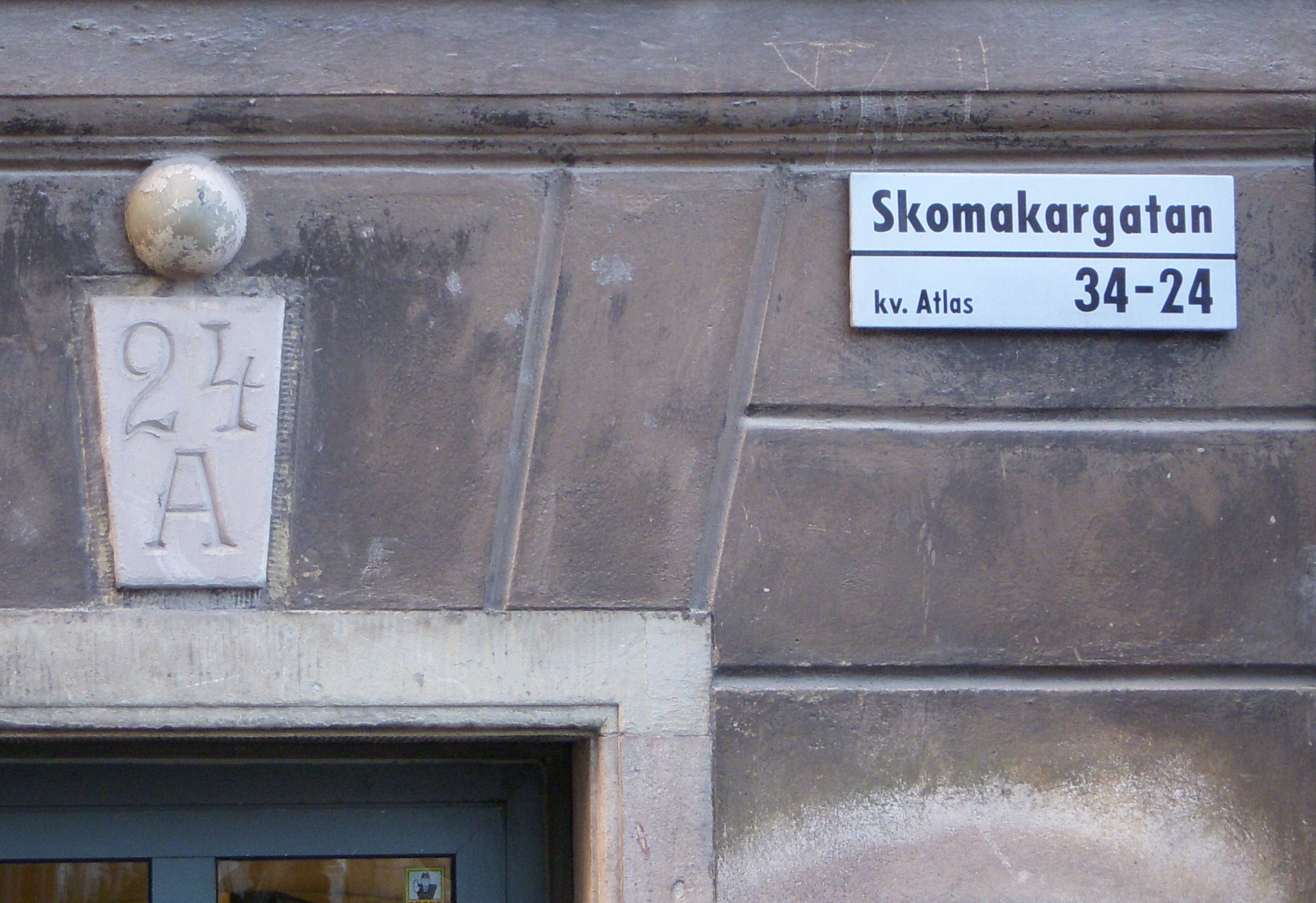
Kvarteret Atlas i hörnet Stortorget / Skomakargatan.

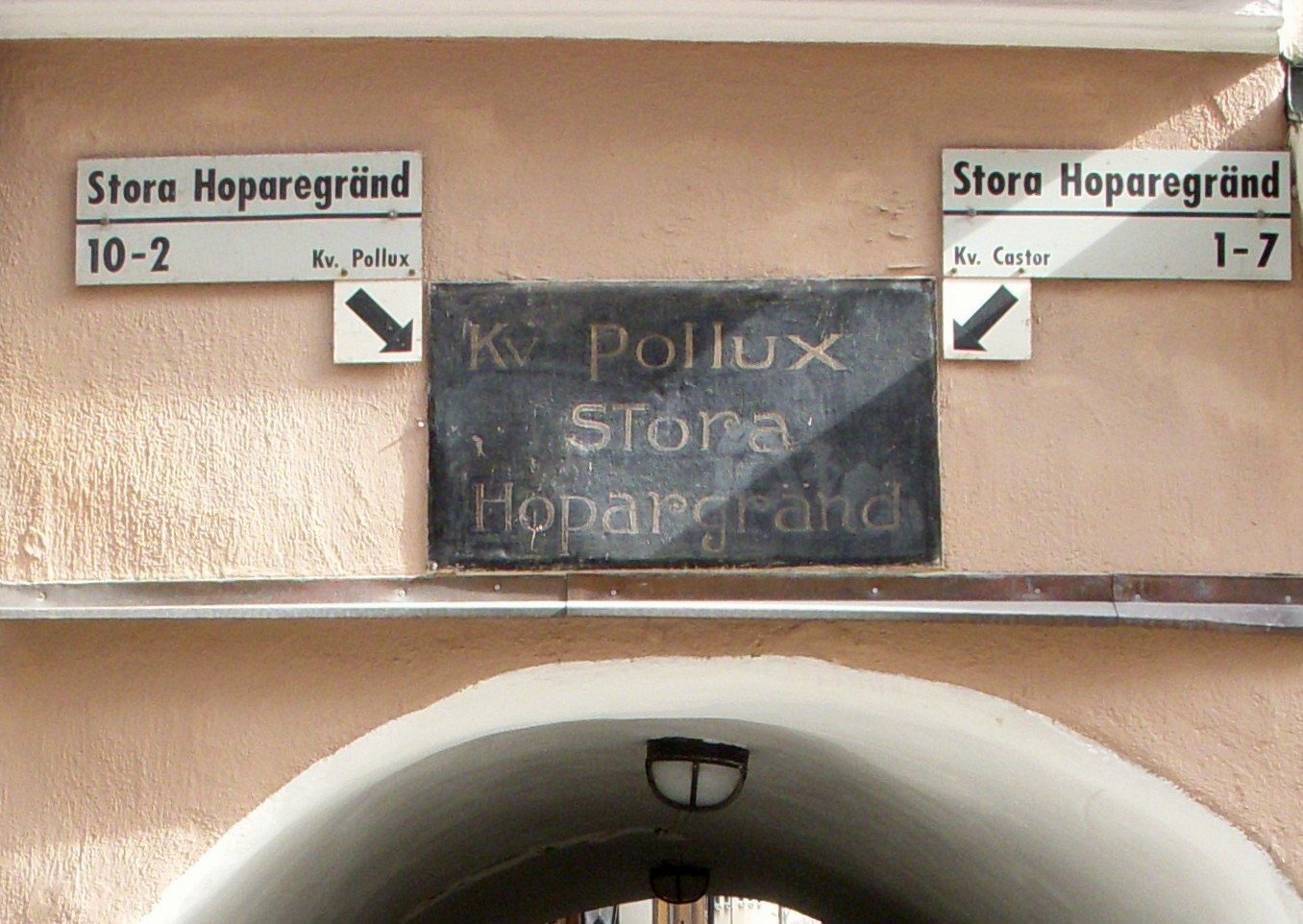
Kvarteret Pollux och Castor vid Österlånggatan.

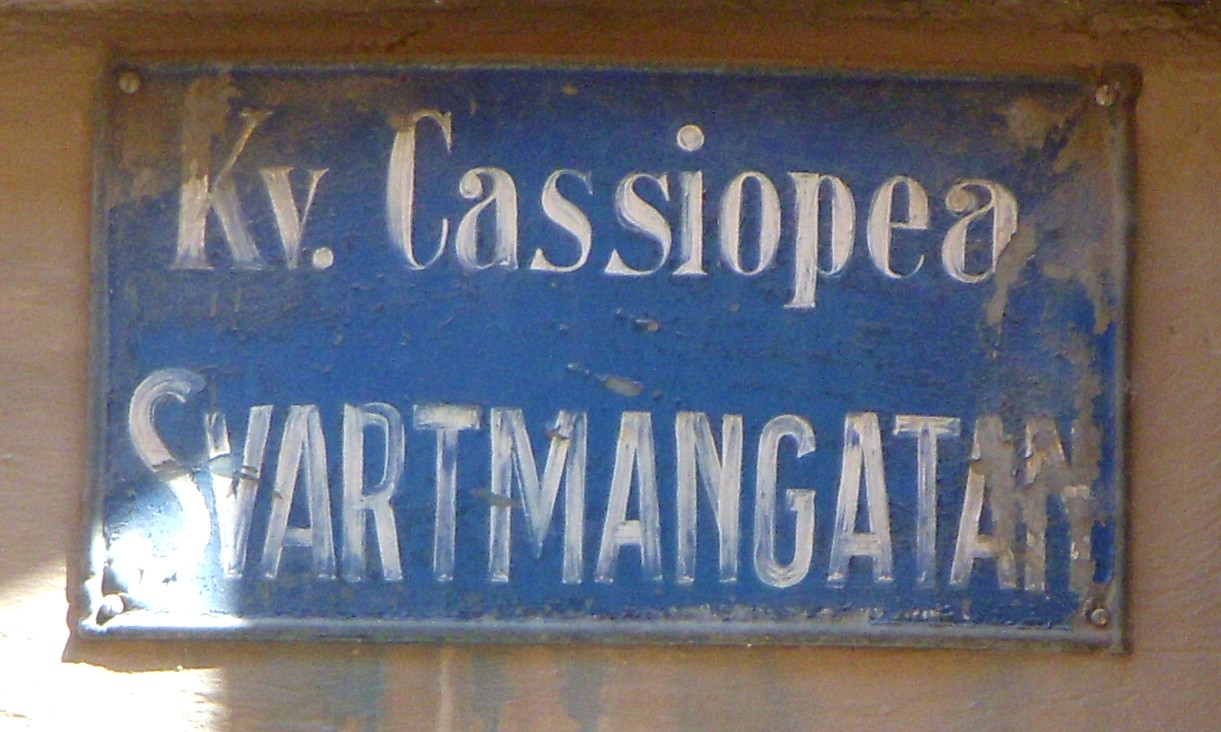
Sällsynt äldre handmålad gatuskylt i kvarteret Cassiopea på Svartmangatan.

#### Argus
Kvarteret Argus ligger mellan Skeppsbron och Österlånggatan. I kvarteret ligger bland annat Tullhuset, om detta var en tillfällighet eller avsikt är oklar. Argos (latin: Argus) var i den grekiska mytologin en jätte med hundra ögon av vilka alltid några vakade. En bra egenskap för en tulltjänsteman.

#### Atlas
Kvarteret Atlas sträcker sig längs hela Skomakargatan från Stortorget till Tyska brinken. Skomakargatan är tillsammans med Köpmangatan Stockholms äldsta bevarade gatunamn från 1337 medan kvartersnamnet är betydligt yngre, från slutet av 1600-talet. Huset i kvarteret Atlas nr. 2 (mot Kåkbrinken) kallas "Runstenshuset" på grund av den runsten som murats in i hörnet mot Prästgatan. Atlas var en av titanerna, som till straff för sin kamp mot gudarna fick bära hela himlavalvet på sina axlar.

#### Cepheus
Kvarteret Cepheus är ett triangelformat kvarter i Gamla stan sydost om Stortorget. Kvarteret Cepheus sanerades genom Samfundet Sankt Erik åren 1934-1970, då revs gårdshusen och man anlade Gamla stans enda större park. Cepheus är från den grekiska mytologin, det är det latinska namnet på en kung i Etiopien, gift med Cassiopeia, far till Andromeda.

#### Phaeton
Kvarteret Phaeton ligger intill Köpmangatan och Stortorget. Kvartersnamnet är från slutet av 1600-talet. I grekiska mytologin var Phaeton son till solguden Helios. Phaeton fick en gång låna Helios solvagn, men han kom för nära jorden och höll på att bränna upp den, varpå Zeus dödade honom med sin blixt.

#### Pollux och Castor
Pollux var den ene av tvillingbröderna Castor och Pollux. De var hjälpare och beskyddare av människor i nöd. Liksom i mytologin har även kvarteret Pollux sitt tvillingskvarter Castor, som ligger direkt söder om Pollux. För att markera tvillingskapet är kvarteren hopbyggda vid Österlånggatan.

#### Venus
Kvarteret Venus  har en nästan triangulär form med läge mellan Tyska stallplan och Österlånggatan.  I detta kvarter låg under medeltiden Dominikaners (även Svartbröderna) kloster, därav även gatunamnet Svartmangatan som slutar norr om detta kvarter. I den romerska mytologin var Venus kärlekens och kvinnoskönhetens gudinna. I Gamla stan finns ett 90-tal kvartersnamn i denna kategori, Atlas, Phaeton och Venus får representera dem.

#### Rådstugan
Kvarteret Rådstugan ligger mellan Stortorget och Slottet. Rådstugan är ett av de få kvartersnamnen i Gamla stan som inte anknyter till antikens mytologi utan berättar om det tidigare rådhus (rådstufwa) som fanns här fram till 1730-talet. I kvarter Rådstugan n:r 1 byggdes senare Börshuset och i Rådstugan n:r 2 finns Storkyrkan, grundat på 1200-talet som ”bykyrka” och därefter om- och tillbyggd i olika etapper under århundradens gång.

#### Gråmunkeholmen
Kvarteret Gråmunkeholmen omfattar i princip hela Riddarholmen, som hette just Gråbrödraholm, Gråmunkeholm eller Munckholmen på 1600-talet. Delar av Gråmunkarnas kloster från 1280-talet finns bevarade i Riddarholmskyrkan och utgör därmed Stockholms äldsta bevarade bebyggelse.

### Norrmalm

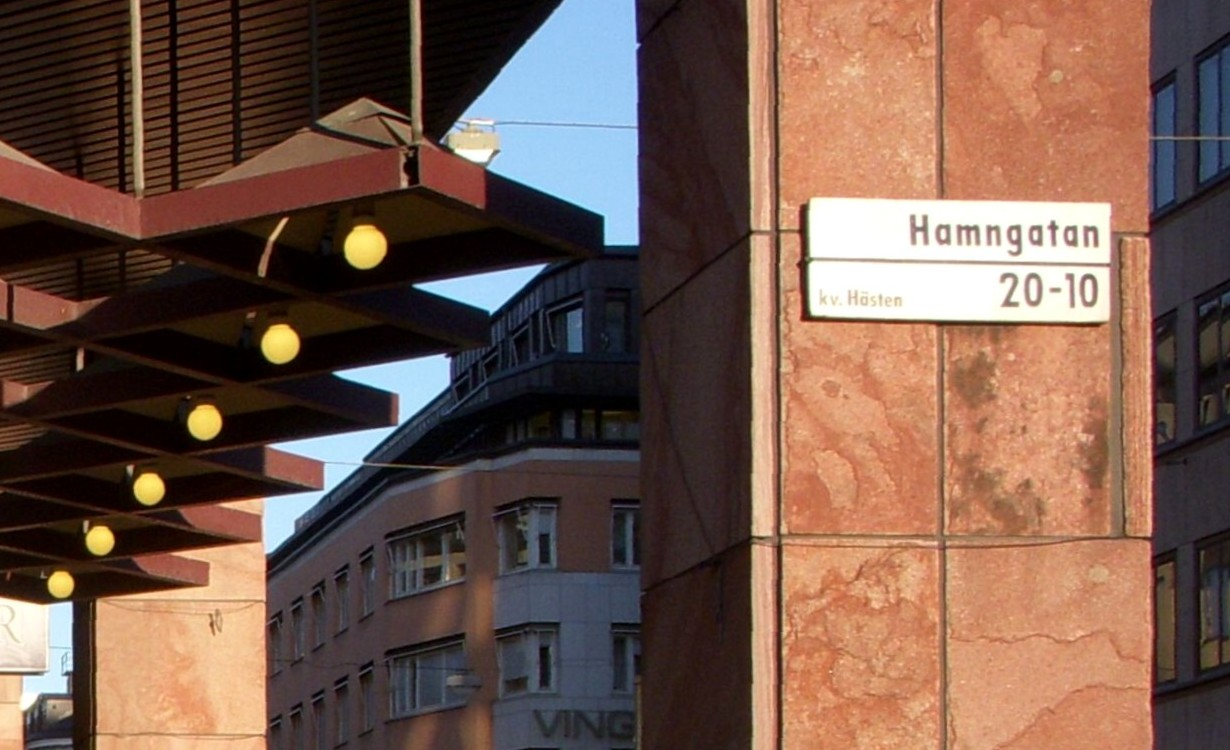
Kvarteret Hästen, här ligger NK och PK-huset (bild)

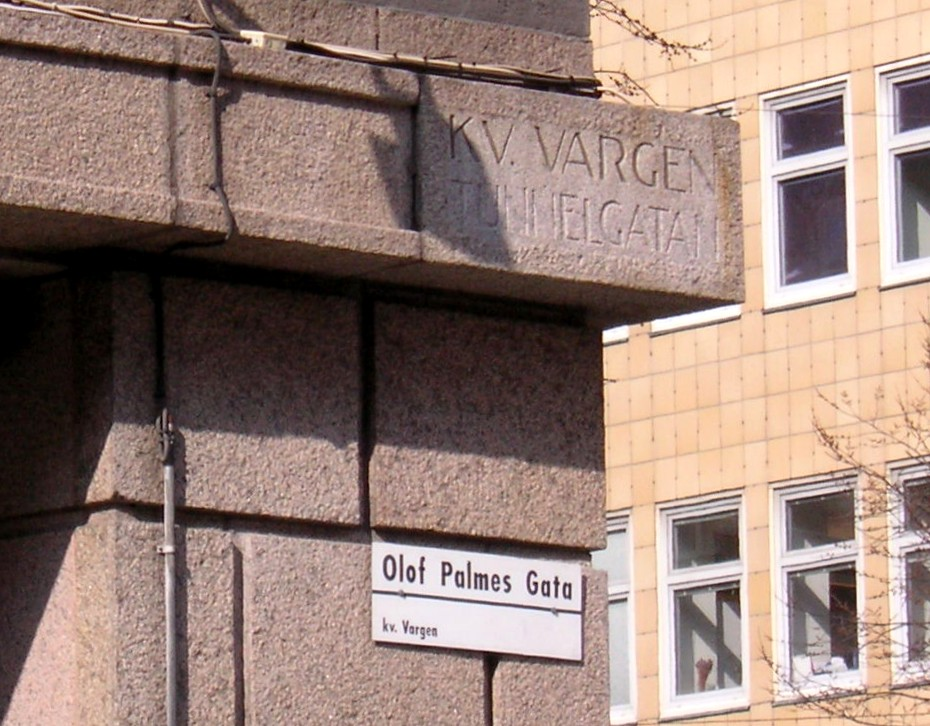
Ibland har gatunamnet ändrats, men kvartersnamnet förblivit oförändrat, som kvarteret "Vargen" på Olof Palmes gata, före detta Tunnelgatan

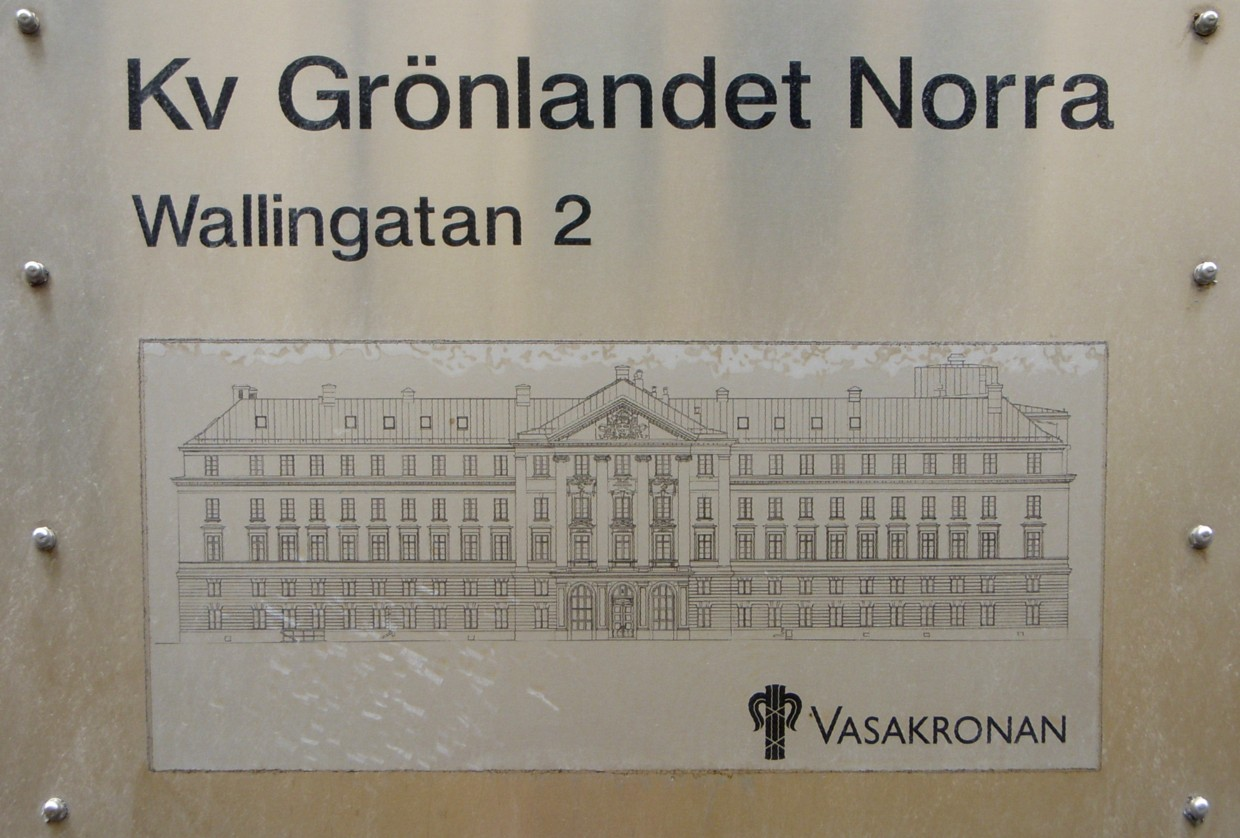
Westmanska palatset i kvarteret Grönlandet Norra.

#### Beridarebanan
Kvarteret Beridarebanan omfattar ett område på Nedre Norrmalm. Kvarteret finns redan med på Norrmalms första gatureglerinsplan upprättad av stadsingenjören Anders Torstensson år 1637 och kallades ”Ridarebanan”. Det var en plats för ryttarspel och tävlan i vapens bruk som låg söder om nuvarande Hötorget. Det innebär att hela Hötorgscity ligger inom Beridarebanan. I samband med Norrmalmsregleringen slogs många kvartersnamn runt Sergels torg ihop till Beridarebanan. På senare tid har dock många av de gamla kvartersnamnen återuppstått, som Elefanten, Wahrenberg och Hästen.

#### Blåmannen
Kvarteret Blåmannen begränsas av Bryggargatan i norr, Drottninggatan i öster, Mäster Samuelsgatan i söder och Vasagatan i väster. Inom kvarteret ligger bland annat det gamla Centralposthuset. Namnet finns belagt redan 1648 och kommer förmodligen från den äldre beteckningen blåman som är ett gammalt svenskt ord för afrikan. Det skulle kunna passa ihop med en exotisk namnsättning, där även Elefanten, Tigern, Björnen och Sköldpaddan ingår. På Petrus Tillaeus karta anges i högra marginalen under St Claræ Forsamling med löpnummer 41: "Blåman". I kvarteret ligger bland annat Stockholms gamla Centralposthus och före detta Postgirot. Fram till slutet av 1960-talet fanns Templarordens hus på fastigheten Blåmannan 10 som inhyste Casinoteatern och Hotell Hellman.

#### Elefanten
Kvarteret Elefanten ligger mellan Herkulesgatan och Vattugatan. På Petrus Tillaeus karta anges i högra marginalen under St Claræ Forsamling med löpnummer 18: "Elephanten". Elefanten orsakade rubriker för det stora Elefanten-parkeringshuset som byggdes här på 1960-talet och som numera är ombyggt till bostäder. Numera är kvarteret uppdelat i Elefanten och Elefanten Mindre.

#### Hästen
Kvarteret Hästen ligger mellan Hamngatan och Smålandsgatan. Här finns varuhuset NK och här fanns Stockholms första elektricitetsverk Brunkebergsverket, båda ritade av Ferdinand Boberg, här fanns även Sagerska husen i jugendrokoko från 1903. På Sagerska husens plats byggdes 1971-1974 PK-huset efter ritningar av arkitektkontoret Backström & Reinius.

#### Vargen
Kvarteret Vargen ligger i hörnet Sveavägen / Olof Palmes gata (före detta Tunnelgatan). Kvartersnamnet finns redan med från första gaturegleringen på 1650-talet och har förmodligen samband med stjärnbilden Vargen (Lupus); i närheten finns även Oxen Mindre och Svärdfisken. I april 1986 ändrades det tidigare gatunamnet Tunnelgatan till Olof Palmes gata, det gamla kvartersnamnet är dock kvar.

#### Grönlandet Norra
Kvartret Grönlandet Norra ligger mellan Wallingatan och Kammakargatan och har en pendang mot söder som heter Grönlandet Södra. På Petrus Tillaeus karta finns kvarteret inritat som nummer 69 och fick tydligen sin inspiration av kvarteret Islandet intill med nummer 62. Islandets namn är belagt redan från slutet av 1640-talet. Kvarteret Grönlandet delades i Norra och Södra Grönlandet när Wallingatan drogs fram längre österut. Den dominerande byggnaden i Grönlandet Norra är Westmanska palatset. Husets arkitekt var Carl Christoffer Gjörwell d.y. och byggdes 1799-1800. År 1828 köpte Kungliga Vetenskapsakademin byggnaden och man inrymde här från 1831 den så kallade naturhistoriska samlingen, ursprunget till dagens Naturhistoriska Riksmuseet. Idag finns där kontor för olika företag och Restaurang Westman.

### Vasastaden

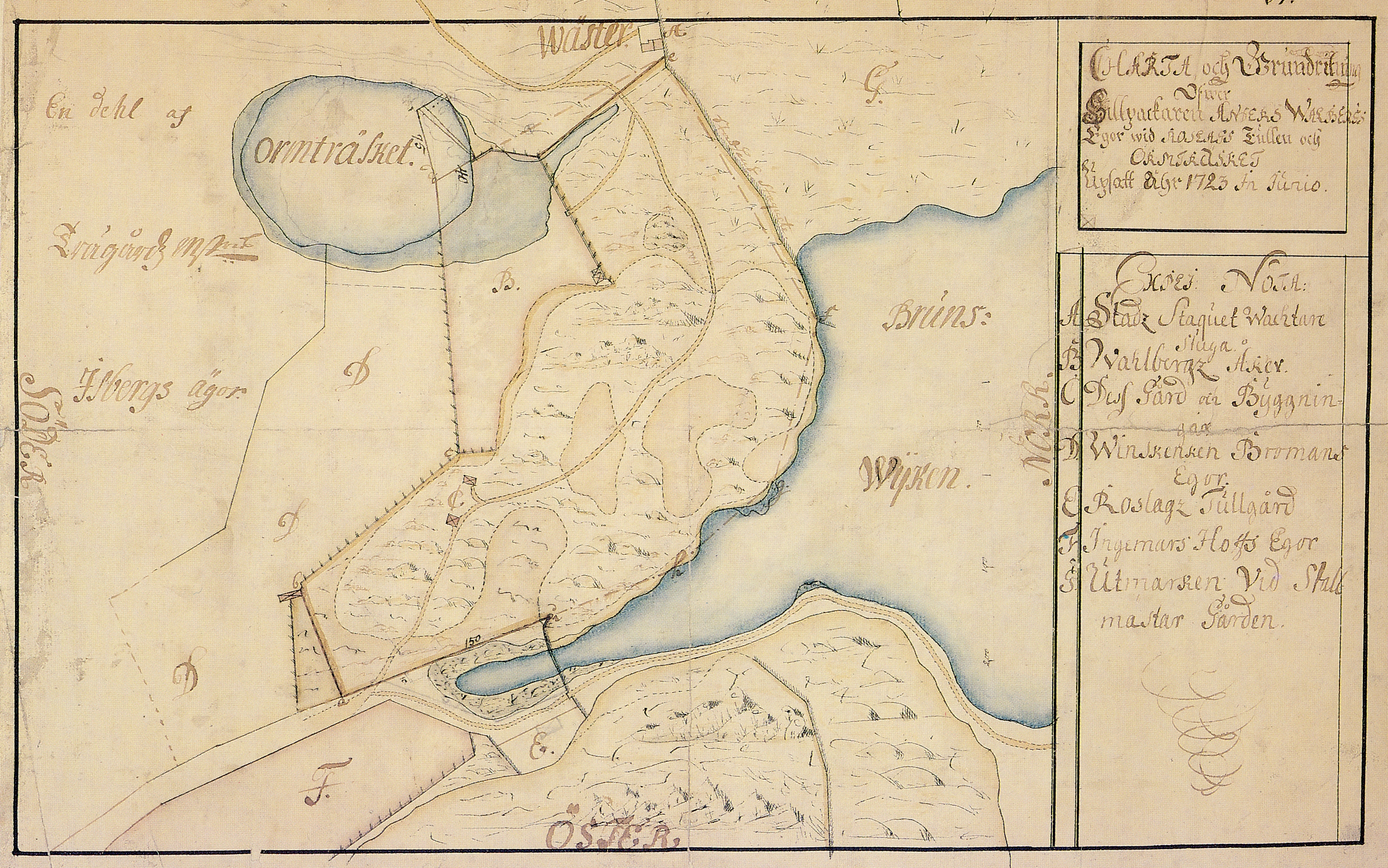
Sjön Ormträsket gav namnet till kvarteret, karta från 1723,
norr är till höger.

#### Eldaren
Kvarteret Eldaren ligger i Vasastan.  Kvartersbeteckningen ingår i en hel serie av kategorinamn med anknytning till Rörstrands porslinsfabrik som fanns här under 200 år från 1726 till 1926. Övriga kvarter av detta slag är bland annat: Ugnen, Gjutaren, Fajansen, Terrakottan, Stengodset och  Porslinsbruket. I angränsande  Atlasområdet leder kvartersnamnen tanken till lokomotiv (Loket, Lokstallet, Tendern, Kolven), de har fått sina namn efter AB Atlas (numera Atlas Copco), vars verkstäder låg här fram till 1920-talet. Atlas tillverkade utöver lokomotiv bland annat järnvägsvagnar, ångmaskiner och järnvägsbroar.

#### Ormträsket
Kvarteret Ormträsket ligger i slutet av Sveavägen. Kvarteret finns med på Petrus Tillaeus karta (löpnummer 121) och hade fått namnet av en liten rund insjö med namn Ormträsket, inte långt från Brunnsviken. Sjön torkade ut så småningom och lades igen och fram till 1959 fanns här en kåkstad med verkstäder och en teaterlada. Sedan revs alltsammans för att bereda plats för det eleganta Wenner-Gren Center, som invigdes i januari 1962 och som på sin tid var Europas högsta byggnad med en stomme i stål. Wenner-Gren Centerns halvcirkelformade lågbyggnad återger den lilla sjöns kontur och den 74 meter höga höghusdelen står mitt i det före detta träsket.

#### Spårvagnen
Kvarteret Spårvagnen är ett kvarter i sydöstra Vasastan som omges av Birger Jarlsgatan, Rådmansgatan, Tulegatan och Tegnérgatan. Kvarteret har fått sitt namn efter spårvagnshallarna som upptar större delen av kvarteret (med undantag för den södra delen mot Tegnérgatan). Mot Tegnérgatan finns spårvägsbolagets palats. Samtliga av spårvägsbolagets byggnader i kvarteret ritades av arkitekt Adolf Emil Melander och uppfördes under åren 1885-87.

### Södermalm

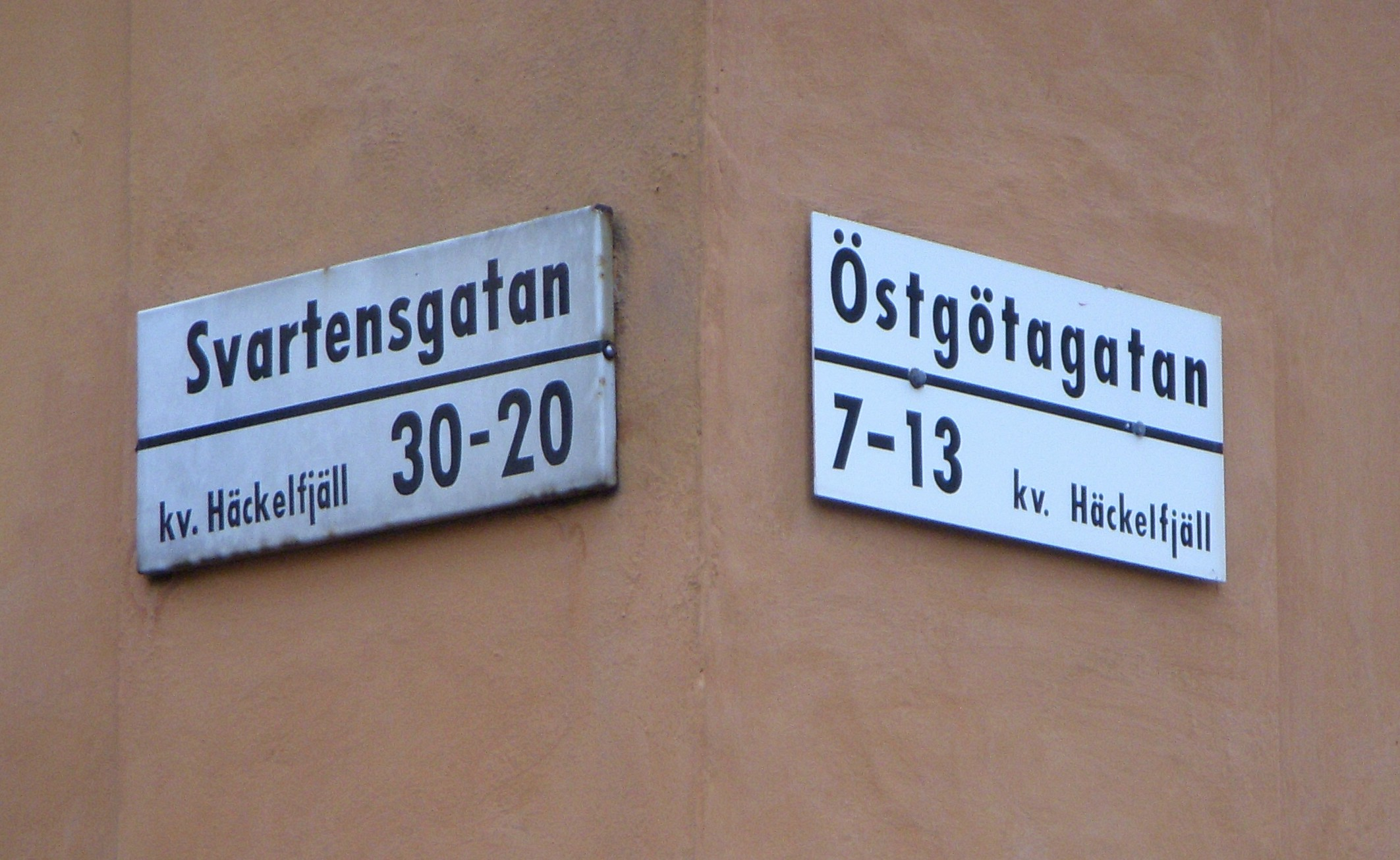
Kvarteret Häckelfjäll, emaljskylt till vänster och tryckt skylt till höger

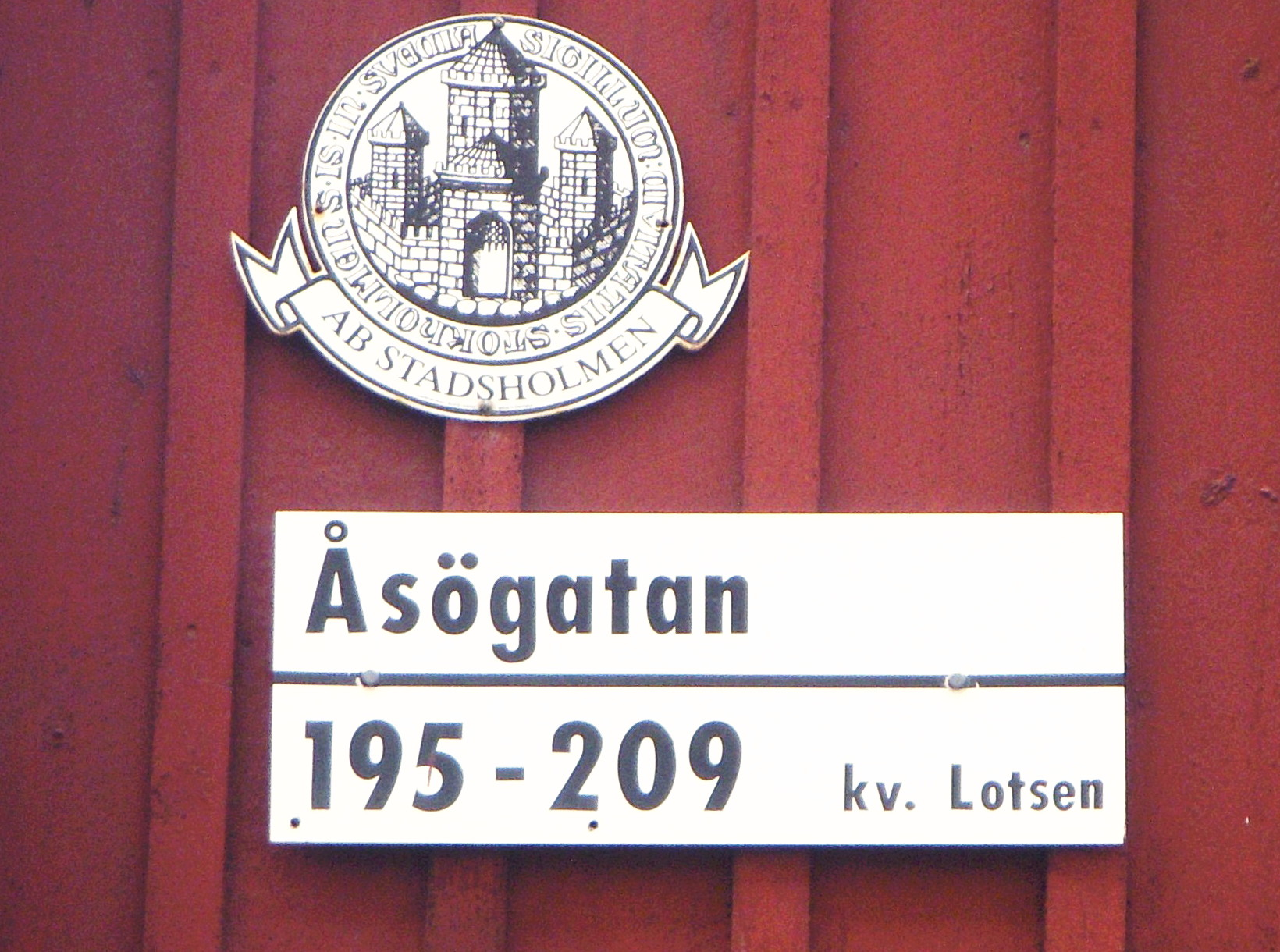
Kvarteret Lotsen på Åsöberget

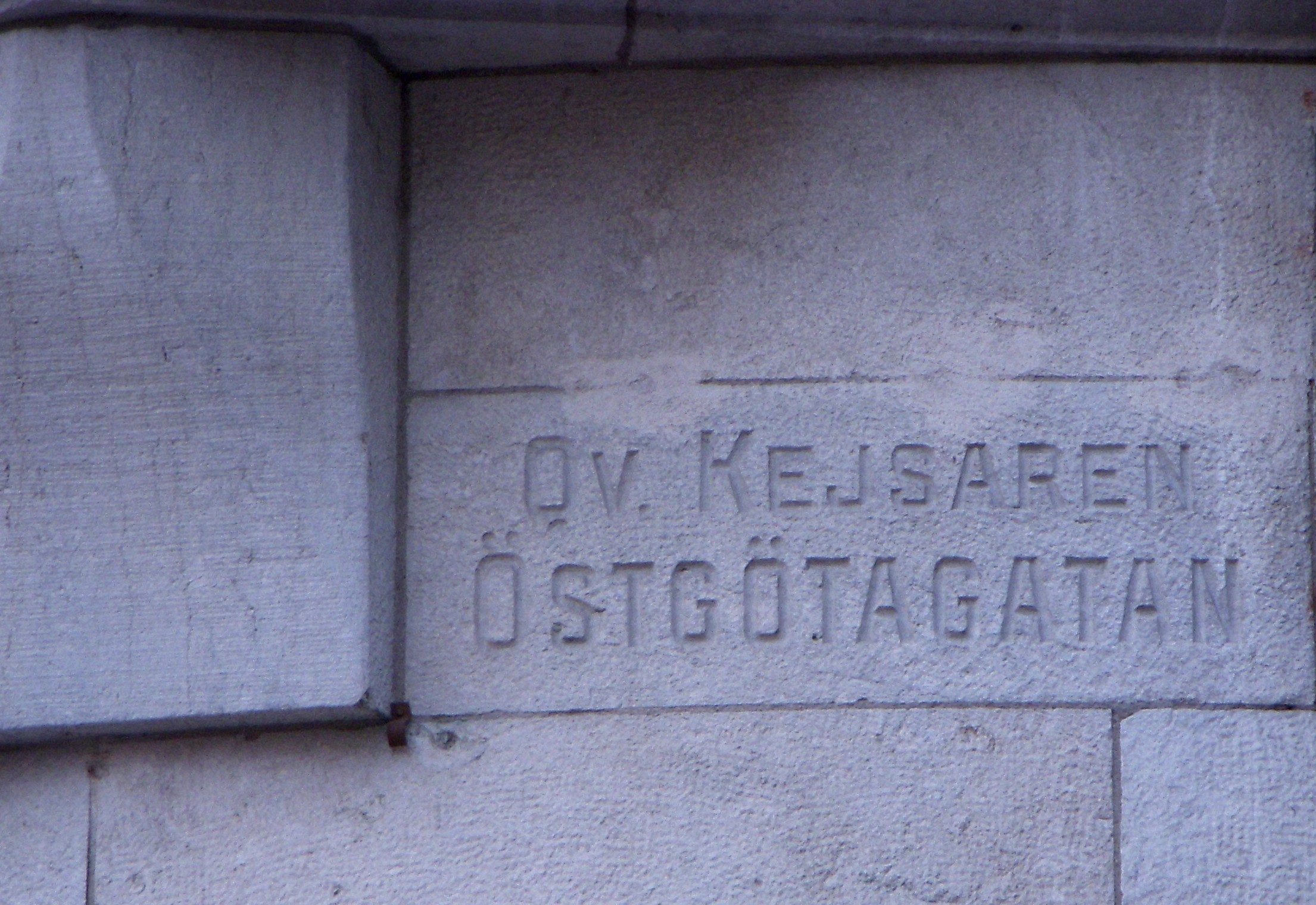
Kvarteret Kejsaren står överst och med äldre stavning

#### Björns Trädgård
Kvarteret Björns Trädgård ligger vid Götgatan, Östgötagatan och Tjärhovsgatan, inte långt från Medborgarplatsen. Namnet kommer från Carl Gustav Björn (1823-1888) som hade här en handelsträdgård på 1850-talet. Egendomen ärvdes av sonen Karl Fredrik Björn (1855-1915). Fredrik Björn hade bedrivit sina studier i Uppsala och på Karolinska Institutet. Hans intresse för botanik var stort. Därför anlade han en botanisk mönsterträdgård på Södermalm. Fredrik Björn var också en förmögen fastighetsägare, som vid sin död testamenterade förmögenheten på 2,5 miljoner kr till en rad institutioner.

#### Häckelfjäll
Kvarteret Häckelfjäll ligger i hörnet Svartensgatan och Östgötagatan, inte långt från Mosebacke torg. Det är ett gammalt kvartersnamn som finns dokumenterat redan 1652. Namnet går tillbaka till en tid då man trodde på häxor och under häxprocesserna på 1670-talet bodde flera av de utpekade i trakten. I kvarterets hörnfastighet Svartensgatan/Östgötagatan, drivs det anrika glasmästeriet N.P. Ringström AB sedan 1886 i fjärde och femte generation och här inne kan man hitta lite av Söders ursprungliga miljö.

#### Lappskon större
Kvarteret Lappskon större ligger längst i norr på östra Mariaberget, mellan Pryssgränd och Söder Mälarstrand. Kvarteret är tillsammans med Lappskon mindre ett av de äldsta kvarteren på Södermalm. De nuvarande husen på berget byggdes huvudsakligen efter Mariabranden 1759. I kvarteret ligger även Mariahissen från 1885. Bebyggelsen är blåklassad av Stadsmuseet i Stockholm, vilket innebär att bebyggelsen har "synnerligen höga kulturhistoriska värden" motsvarande fordringarna för byggnadsminnen.

#### Lotsen
Kvarteret Lotsen ligger långt österut vid Åsögatan på Åsöberget. Kvartersnamnet tillkom kring tiden omkring sekelskiftet 1900 och faller under kategorin fyr- och lotsväsendet som flera andra kvarter i området (Flaggan, Masten, Signalen). Kategorin påminner om att här uppe bodde tidigare sjömän och varvsarbetare från det närbelägna varvet vid Tegelviken, där idag finlandsbåtarna ankrar. Här har även gatunamn döpts i samma kategori (Lotsgatan, Skeppargatan). Innan varvet byggdes fanns ett tjärhov vid Tegelviken, det har man tagit upp i kvartersnamnen Tjärhovet Större och Tjärhovet Mindre.

#### Kejsaren
Kvarteret Kejsaren ligger i hörnet Östgötagatan/Högbergsgatan. Namnet nämns första gången 1649 ”vid Fiskaregränd på Södermalm” och kommer förmodligen från den boktryckare Hendric Keijser som bodde i kvarteret. Inom samma område finns kvartersnamn som Kungen, Drottningen och Prinsen, dessa är dock av senare datum, men tydligen inspirerade av det gamla kvartersnamnet Kejsaren.

#### Muttern
Kvarteret Muttern ligger på Södermalms nordvästra del mellan Högalidsgatan och Heleneborgsgatan. Muttern ingår i en lång serie av verktygsanknutna kategorinamn som finns mellan Hornsgatan och Söder Mälarstrand med Högalidskyrkan i mitten. Hit hör kvartersnamn som Bulten, Borren, Hyveln, Skruven, Släggan, Spiken, Stämjärnet, Plankan, Yxan och några till. Dessa tillkom i början av 1900-talet.

### Kungsholmen

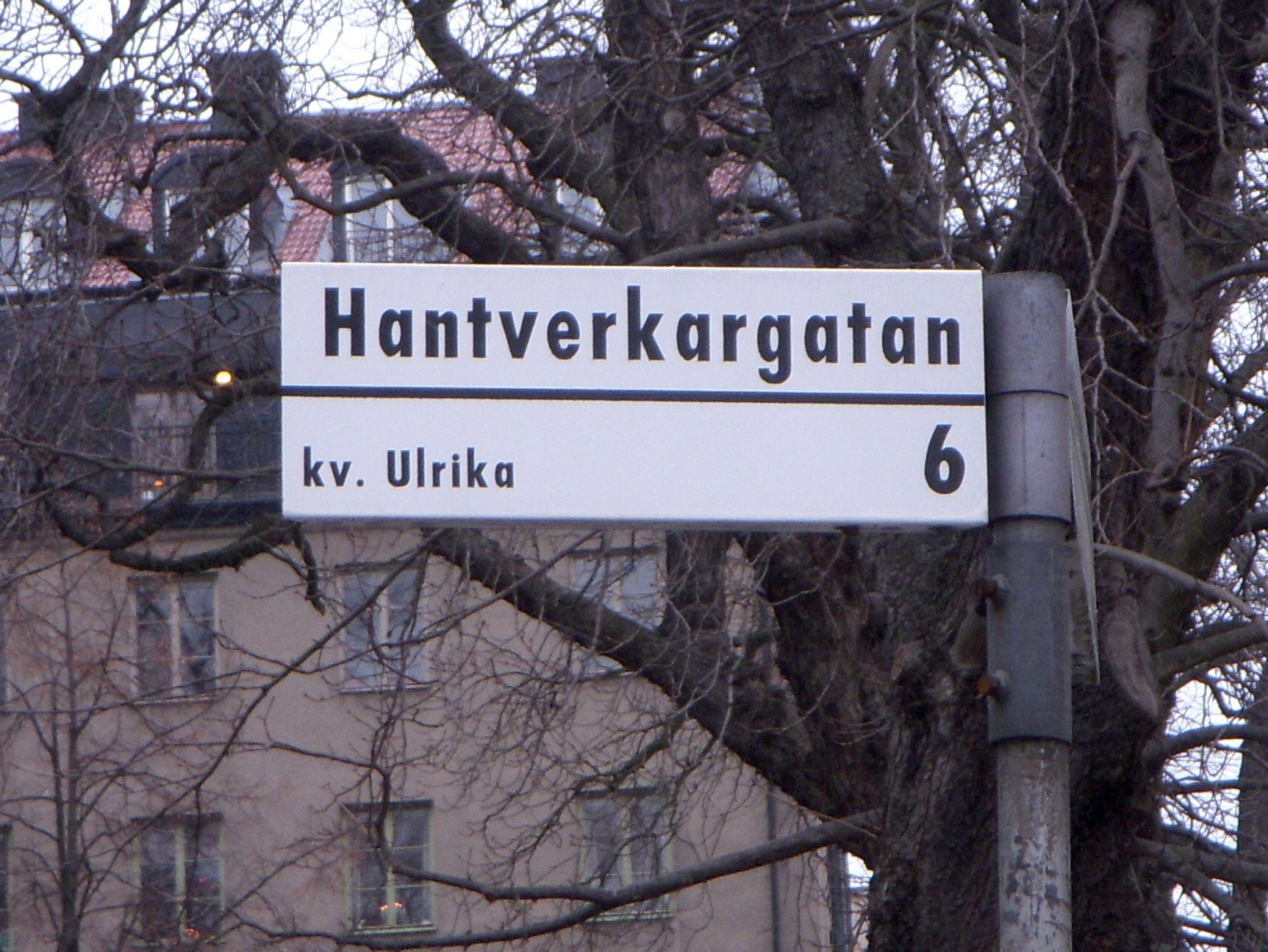
Kvarteret Ulrika på Kungsholmen

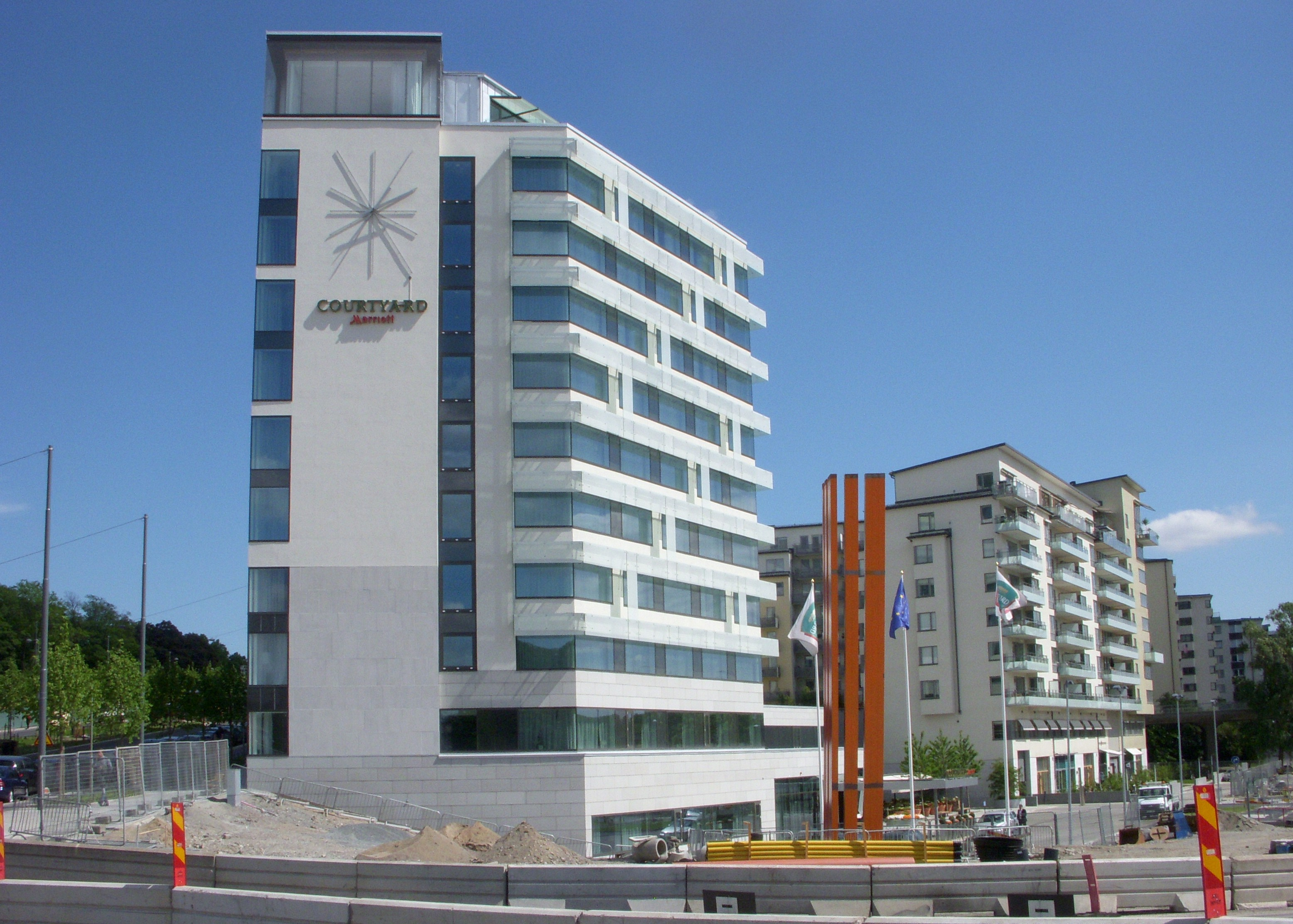
Kvarteret Snöflingan, vid Lindhagensplan.

#### Eldkvarnen
Kvarteret Eldkvarnen ligger vid Hantverkargatans början. Här finns idag Stockholms stadshus och kvartersnamnet påminner om tidigare verksamhet på denna tomt. Här hade byggherren Abraham Nicklas Clewberg (adlad Edelcrantz) sin kvarn som drevs av ångmaskiner, därav förleden Eld-. Den 31 oktober 1878 brann Eldkvarn, men återuppbyggdes och var i drift till 1906. Den revs sedan för att bereda plats för Ragnar Östbergs Stadshus, som invigdes midsommar 1923.

#### Knoppen
Kvarteret Knoppen ligger väster om Sankt Eriksgatan mellan Fleminggatan och Sankt Göransgatan. Det märkliga namnet härrör förmodligen från Stockholms Nya Tändsticksfabrik som låg i detta område i slutet av 1800-talet och ”knoppen” avser svaveltoppen på en tändsticka.

#### Kulsprutan
Kvarteret Kulsprutan är ett nästan triangulärt kvarter med läge mellan Hantverkargatan och Drottningholmsvägen intill Fridhemsplan. Kvarteret har liksom det närliggande kvarteret Lavetten sitt namn efter de Palmcrantzka vapenverkstäderna som fanns här vid 1800-talets slut. Fabrikens specialitet var kulsprutor med lavetter som exporterades över hela världen.

#### Ulrika
Kvarteret Ulrika ligger vid stadsdelens äldsta bevarade gata, Hantverkargatan från 1644. Namnet härrör från Ulrika Eleonora kyrka (numera Kungsholmskyrkan) som ligger i detta kvarter. Kyrkan invigdes 1688 av Karl XI, som gav namnet efter sin gemål, drottning Ulrika Eleonora. Mittemot ligger kvarteret Kungliga Myntet, som talar exakt om var det var frågan om: här låg Kungliga Myntet från 1847 till 1974.

#### Snöflingan
Kvarteret Snöflingan är ett nytt kvarter som ligger som en trekant sydöst om Lindhagensplan. I kvarteret Snöflingan pågår för närvarande (2008) byggnadsarbeten inom ramen för Projekt Lindhagen. Här skall det blir ett hotell med 240 rum söder om Drottningholmsvägen. Mot Västerbron byggs två fastigheter med 170 bostadsrätter, och Drottningholmsvägen täcks över och en esplanad anläggs. I parkområdet norr om Drottningholmsvägen (ingår i stadsdelen Stadshagen) skall tre fastigheter med 170 bostadsrätter byggas i början av 2012.

### Östermalm

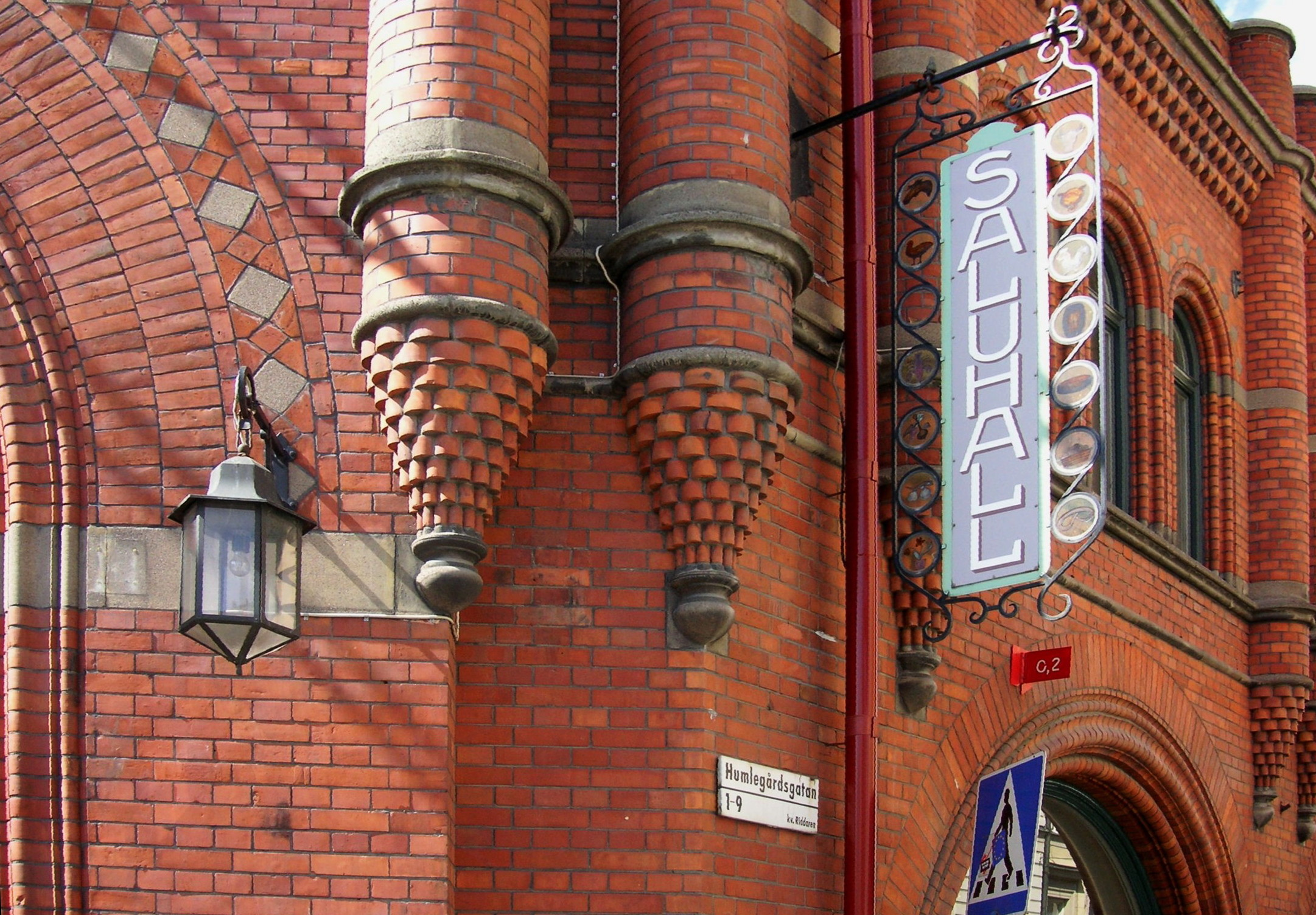
Östermalms saluhall ligger i kvarteret Riddaren

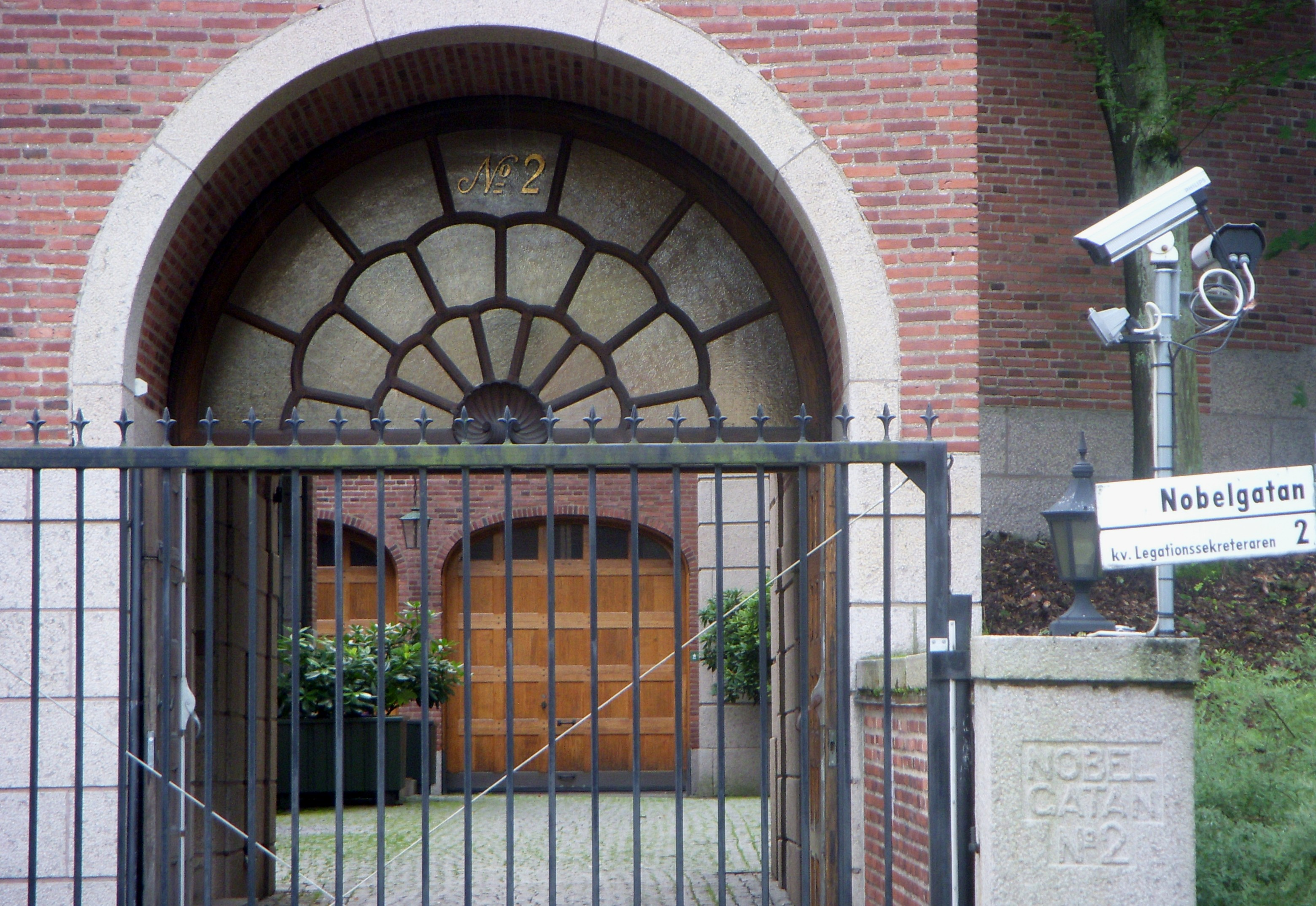
Kvarteret Legationssekreteraren i Diplomatstaden, Villa Åkerlund

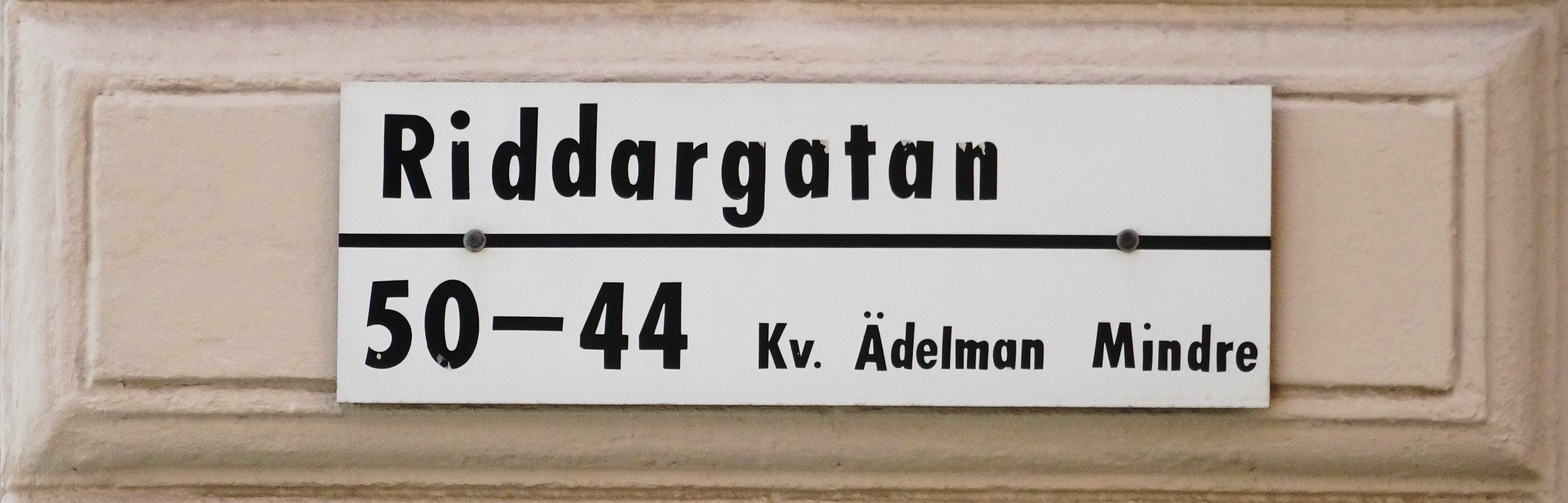
Kvarteret Ädelman mindre.

#### Riddaren
Kvarteret Riddaren ligger vid Östermalmstorg, nästan hela kvarteret upptas av Östermalms saluhall. År 1649 finns detta kvarter angivet. Förmodligen har kvarteret och den närliggande Riddargatan samband med ätterna Brahe och Oxenstierna, som hade stora egendomar i området norr om Ladugårdslandsviken.

#### Diplomaten
Kvarteret Diplomaten ligger i Diplomatstadens villakvarter vid Nobelgatan. I samma området finns Ambassadören och Legationssekreteraren. Området stadsplanerades 1911 och hade redan tidigt diplomatisk anknytning eftersom den första villan uppfördes för det brittiska sändebudet i Stockholm. Man tror att syftet med området var att utländska beskickningar skulle etablera sig här. Trots detta uppfördes elva av de tolv villorna av privatpersoner, och det skulle dröja många år innan området fick en tydligare koppling till diplomati. Idag är bara tre av tolv villor i privat hand, resten disponeras av utländska stater och en av svenska staten. Mitt i Diplomatstadens villakvarter ligger kvarteret Kyrktomten n:r 1, här blir härledningen till namnet enklare, för här står Engelska kyrkan.

#### Förrådsbacken
Kvarteret Förrådsbacken är ett stort område som ligger mellan Oxentiernsgatan och Gärdesgatan och har i likhet med andra kvarter i området (Garnisonen, Kompaniet och Plutonen) anknytning till den militära verksamheten som fanns här fram till 1950-talet. Mellan 1956 och 1961 byggdes Radiohuset, anläggningarna för Sveriges Radio, och 1967 invigdes första etappen av TV-huset – båda efter ritningar av Sune Lindström och Erik Ahnborg. 1978 uppfördes Berwaldhallen i kvarterets södra del, även det ritat av Lindström och Ahnborg.

#### Linden
Kvarteret Linden ligger mellan Villagatan och Floragatan, i samma område finns även andra växtnamn som Eken, Björken, Lönnen och Tallen. Kvarteren fylldes ursprungligen med förnäm villabebyggelse som stod klar omkring 1890. Här skulle det även finnas små förgårdar mellan gatan och husen, men dessa markerades aldrig i stadsplanen, och därför bebyggdes den dyrbara marken snart med stora exklusiva bostadshus.

#### Ädelman
Kvarteret Ädelman består av två intill varan liggande kvarter; Ädelman mindre i väster och Ädelman större i öster, belägna på Östermalm i Stockholm. Ädelman mindre är till ytan större än Ädelman större. De båda kvarteren begränsas i norr av Riddargatan, i öster av Grev Magnigatan, i söder av Strandvägen och i väster av Grevgatan. Mellan kvarteren sträcker sig Styrmansgatan. Kvarterens läge och riktning fastställdes redan i 1640-talets rutnätsplan för Ladugårdslandet (se Stadsplanering i Stockholm). Längs kvarterets södra sida ligger några av Strandvägens påkostade flerbostadshus uppförda på 1880- och 1890-talen.

### Ytterområden

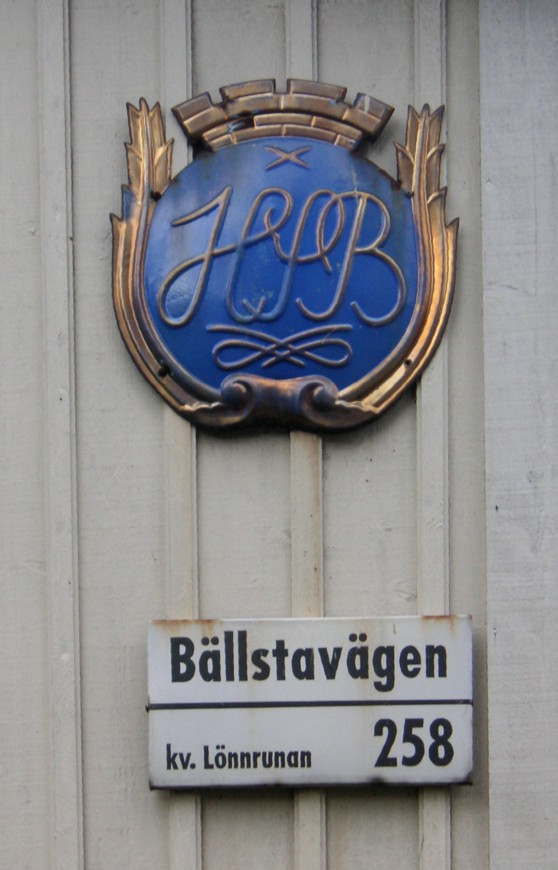
Kvarteret Lönnrunan i Norra Ängby, beställd av HSB 1931

#### Lönnrunan
Kvarteret Lönnrunan ligger i Norra Ängby intill Bällstavägen vid Runstensplan.  Här finns ett helt område med kvartersnamn som har anknytning till runor och runskrift (Runan, Runstenen, Runkorset, Hälsingerunan, Runristaren med flera).  Lönnrunor är ett sätt att skriva runor så att man kan gömma textens innehåll för att ibland göra det svårt att läsa men ibland även för dekorationens skull. I kvarteren Lönnrunan, Hälsingerunan, Runan och Runkorset finns några av Stockholms tidigaste radhusbebyggelse i funktionalistisk stil. De tillkom åren 1931-40 efter arkitekt Uno Åhréns ritningar och hade beställts av HSB.

#### Geografen
Kvarteret Geografen ligger i Hammarbyhöjden längs Finn Malmgrens väg. Här har många gator fått namn efter olika upptäcktsresande, etnologer och reseskildrare (Björnståhlsgatan,  Hasselquistvägen, Olaus Magnus väg, Åkerbladsgatan och liknande). I samma kategoririktning går även kvartersnamnen och man valde beteckningar som Geografen, Etnografen, Botanikern, Polarforskaren och Upptäcktsresanden. Namnen gavs när Hammarbyhöjden stadsplanerades i början av 1930-talet.

#### Olympiatruppen
Kvarteret Olympiatruppen ligger i Tallkrogen. Här ritade stadsplaneraren Albert Lilienberg 1933 en stadsplan liknande en idrottsarena, där gatorna är utlagda som löparbanor. Gator- och kvartersnamn har anknytning till de olympiska spelen och utöver Olympiatruppen finns här beteckningar som bland annat Funktionären, Idrottsmannen, Höjdhopparen och Femkamparen.

#### Pungpinan
Kvarteret Pungpinan i Skarpnäcks gård, ligger längs Gamla Tyresövägen. Namnet kommer från krogen Pungpinan. Krogen, som också kallades Skarpnecks krog eller Krogen i kröken, fick enligt traditionen sitt namn av att man där ”pinade” sin penningpung för att ha råd med brännvinet. Krogen nämns första gången 1670 och byggnaden revs 1876, men torpet Pungpinan finns kvar och det angränsande småstugeområdet kallas likadant.